# Robert J. Sawyer
Robert James Sawyer (Ottawa, 29 aprile 1960) è uno scrittore di fantascienza canadese.
Si definisce un autore di fantascienza hard, ma di fatto il suo interesse per la caratterizzazione e la psicologia dei personaggi è molto superiore a quello tipico di tale filone. Le sue opere hanno spesso connotazioni metafisiche, alla Arthur C. Clarke; appartiene a pieno titolo alla scuola secondo cui "la fantascienza è letteratura di idee".

## Biografia
Robert James Sawyer è nato a Ottawa, cresciuto a Toronto e vive a Mississauga, nello Stato dell'Ontario. Ha studiato alla Ryerson University di Toronto, dove si è laureato in arti applicate nel 1982; vent'anni dopo ha ricevuto da quell'università un Alumni Award of Distinction per il suo successo internazionale come scrittore di fantascienza.
Per le sue opere ha vinto trentacinque premi nazionali e internazionali, in particolare il premio Nebula del 1995 per il suo romanzo Killer on-line (The Terminal Experiment) e il premio Hugo del 2003 per il romanzo La genesi della specie (Hominidis), il primo della trilogia dei Neanderthal (Neanderthal Parallax); ha poi ricevuto altre otto candidature all'Hugo. I suoi romanzi hanno ricevuto recensioni con la stella (indicativa di eccezionale merito letterario) da parte di Publishers Weekly, Booklist, Quill & Quire e Kliatt, sono comparsi sulle classifiche dei primi dieci romanzi più venduti in assoluto in Canada e sono giunti al primo posto della classifica dei best seller pubblicata da Locus, la rivista specialistica di fantascienza. Sono state pubblicate traduzioni in bulgaro, cinese, ceco, olandese, francese, tedesco, italiano, giapponese, polacco, russo, serbo e spagnolo e i suoi romanzi hanno vinto premi di fantascienza negli Stati Uniti, Canada, Francia, Giappone e Spagna.
I racconti di Sawyer sono apparsi su Analog Science Fiction, Amazing Stories, On Spec e numerose antologie. Oltre all'attività di scrittore, cura la collana di fantascienza Robert J. Sawyer Books per l'editore Red Deer; ha insegnato scrittura all'Università di Toronto e al Banff Centre; contribuisce a The New York Review of Science Fiction; è il curatore della fantascienza dell'Enciclopedia Canadese e fa parte della giuria del concorso L. Ron Hubbard's Writers of the Future. Il documentario In the Mind of Robert J. Sawyer (Nella mente di Robert J. Sawyer) è stato trasmesso per la prima volta alla televisione canadese l'8 gennaio 2003 e da allora è stato replicato spesso su vari canali, compreso Space: The Imagination Station, di cui Sawyer è spesso un opinionista. Sawyer ha inoltre analizzato il telefilm di fantascienza inglese Doctor Who per il documentario online della CBC The Planet of the Doctor.
Stilisticamente, Sawyer è noto per la prosa semplice e chiara alla maniera di Isaac Asimov; ciò deriva forse dai suoi inizi negli anni ottanta come scrittore di articoli e saggi per riviste. Ha anche la tendenza a inserire nei suoi romanzi riferimenti alla cultura di massa (è impossibile non notare la sua passione per Star Trek e Il pianeta delle scimmie) e la sua insistenza su ambientazioni e temi canadesi è insolita anche per uno scrittore canadese che ha pubblicato tutti i suoi romanzi presso editori di New York.
Nei suoi dialoghi è frequente l'ironia, specialmente nei confronti dei pregiudizi. Politicamente è considerato un liberal (di sinistra), anche per gli standard canadesi (sebbene abbia contribuito con il racconto The Hand You're Dealt, che ottenne la candidatura all'Hugo, all'antologia di fantascienza libertaria Free Space). Le trame dei suoi romanzi danno spesso spazio a critica sociale nei confronti di razzismo, sessismo, fanatismo religioso e pregiudizi in genere.
Ha la doppia cittadinanza canadese e americana e occasionalmente critica la politica di entrambe le nazioni nelle sue opere.
L'opera di Sawyer esplora spesso le intersezioni tra scienza e religione, con il razionalismo che ha la meglio sul misticismo, in particolare in Killer on-line (The Terminal Experiment), L'equazione di Dio (Calculating God) e i tre volumi della trilogia dei Neanderthal - La genesi della specie (Hominids), Fuga dal paese degli umani (Humans) e Origine dell'ibrido (Hybrids) - più il racconto The Abdication of Pope Mary III (L'abdicazione di papa Maria III) pubblicato originariamente da Nature il 6 luglio 2000. Nutre anche una grande passione per la paleontologia, come evidenzia nella sua trilogia della Quintaglio Ascension (Far-Seer, Fossil Hunter e Foreigner), su un mondo alieno dove sono stati trasportati i dinosauri dalla Terra, e il suo romanzo sui viaggi nel tempo La fine di un'era (End of an Era). In aggiunta, il protagonista de L'equazione di Dio è un paleontologo e la trilogia dei Neanderthal si occupa di una versione alternativa della Terra dove i Neanderthal non si sono estinti (bensì l'homo sapiens).
Spesso esplora il concetto della coscienza umana copiata o caricata su computer, particolarmente nel romanzo Mindscan, ma anche in Apocalisse su Argo (Golden Fleece) e Killer on-line, più il romanzo breve Furto di identità (Identity Theft), il racconto che lo segue Biding Time e il racconto candidato all'Hugo Shed Skin. 
Il suo interesse per la fisica quantistica, in particolare per il calcolo quantistico, è al centro dei racconti You See But You Do Not Observe (un apocrifo di Sherlock Holmes) e Iterations, e i romanzi I transumani (Factoring Humanity) e La genesi della specie. SETI, il progetto per la ricerca dell'intelligenza extraterrestre, ha un ruolo nelle trame di Apocalisse su Argo, I transumani, Mindscan, Rollback, il romanzo breve Ineluctable e i racconti Vedi, ma non osservi (You See But You Do Not Observe) e Flashes.
Sawyer si occupa a fondo della cosmologia nel suo romanzo sul lontano futuro Starplex. Spesso ambienta i suoi romanzi in istituzioni scientifiche reali, tra cui il TRIUMF in Fine di un'era, il CERN in Avanti nel tempo (Flashforward, da cui è stata tratta una serie televisiva), il Royal Ontario Museum ne L'equazione di Dio e il Sudbury Neutrino Observatory ne La genesi della specie e i suoi seguiti.
I romanzi di Sawyer spesso spaziano tra la fantascienza e il giallo, infatti il suo racconto del 1993 Proprio come ai vecchi tempi (Just Like Old Times) ha vinto sia il massimo premio canadese per la fantascienza (il premio Aurora) sia il massimo premio per i gialli (il premio Arthur Ellis). Processo alieno (Illegal Alien) è un legal thriller con un imputato extraterrestre; ne La genesi della specie un uomo di Neanderthal è processato dai suoi pari per l'apparente omicidio di un altro Neanderthal; in Mindscan una corte del Michigan discute i diritti della coscienza caricata su computer; mentre Apocalisse su Argo, Fossil Hunter, Killer on line, Mutazione pericolosa e Avanti nel tempo hanno tutti, in parte, le caratteristiche dei gialli. Non sorprende quindi che Sawyer sia stato consulente del dipartimento federale di giustizia del Canada sulla forma da dare alle future leggi sulla genetica.
Un'altra caratteristica di Sawyer sono i personaggi con malattie terminali: Pierre Tardivel in Mutazione pericolosa soffre della corea di Huntington, Thomas Jericho ne L'equazione di Dio ha un tumore ai polmoni e Jacob Sullivan in Mindscan ha una malformazione artero-venosa al cervello.
Sawyer è tuttavia noto per storie che finiscono con una nota positiva, se non trascendente.

## Opere

### SerieQuintaglio Ascension
- Occhi nello spazio (Far-Seer, 1992), Urania n. 1644, Mondadori 2017
- Progetto Quintaglio (Fossil Hunter, 1993), Urania n. 1665, Mondadori 2019
- La vendetta dei Quintaglio (Foreigner, 1994) Urania n. 1671, Mondadori 2019

### Trilogia dei Neanderthal (Neanderthal Parallax)
(Pubblicata a puntate sulla rivista Analog Science Fiction)
- La genesi della specie (Hominids, 2002), Collezione Immaginario. Solaria 10, Fanucci 2004, ISBN 88-347-0983-7; Urania n. 1536, Mondadori 2008. Premio Hugo 2003
- Fuga dal pianeta degli umani (Humans, 2003), Urania n. 1542, Mondadori 2009
- Origine dell'ibrido (Hybrids, 2003), Urania n. 1547, Mondadori 2009

### Trilogia del Web
- WWW 1: Risveglio (WWW Wake, 2009), Urania n. 1571, Mondadori 2011
- WWW 2: In guardia (WWW: Watch, 2010), Uranian. 1583, Mondadori 2012
- WWW 3: La mente (WWW: Wonder, 2011), Uranian. 1597, Mondadori 2013

### Altri romanzi
- Apocalisse su Argo (Golden Fleece, 1990), Urania n. 1369, Mondadori 1999
- La fine di un'era (End of an Era, 1994), Solaria 19, Fanucci 2002. ISBN 88-347-0861-X
- Killer on-line (The Terminal Experiment, 1995; pubblicato a puntate come Hobson's Choice su Analog Science Fiction), Narrativa Nord 66, Editrice Nord, 1996. ISBN 88-429-0903-3. Premio Nebula
- Starplex (Starplex, 1996; pubblicato a puntate su Analog Science Fiction), Urania n. 1332, Mondadori 1998
- Mutazione pericolosa (Frameshift, 1997), Urania n. 1346, Mondadori 1998
- Processo alieno (Illegal Alien, 1997), Solaria Collezione n. 5, Fanucci 2001. ISBN 88-347-0817-2
- I transumani (Factoring Humanity, 1998), Urania n. 1379, Mondadori 2000
- Avanti nel tempo (Flashforward, 1999), Solaria n. 6, Fanucci 2000. ISBN 88-347-0761-3
- L'equazione di Dio (Calculating God, 2000), Urania n. 1414, Mondadori 2001
- Mindscan (Mindscan, 2005), Urania n. 1525, Mondadori 2007. Premio John W. Campbell 2005
- Furto di identità (Identity Theft, 2005), Odissea Fantascienza n. 12, Delos Books 2006. ISBN 88-89096-44-6
- Rollback (Rollback, 2007), Urania n. 1563, Mondadori 2007
- Psico-attentato (Triggers, 2012), Urania n.1616, Mondadori 2015
- Gli Scaricati (The Downloaded, 2023), Urania n.1726, Mondadori 2024
- L'alternativa Oppenheimer, Mondadori 2023
- Red Planet Blues (Red Planet Blues, 2013), Urania Jumbo n. 70, Mondadori 2025

### Racconti
Editi in italiano (parziale)
- Proprio come ai vecchi tempi (Just Like Old Times, 1993), in Dinosauri a Manhattan, I Grandi Tascabili Bompiani 317, Bompiani, 1993
- Vedi, ma non osservi (You See But You Do Not Observe, 1995), in Millemondi Autunno 1998: I tempi che corrono, Millemondi 17, Arnoldo Mondadori Editore 1998. Grand Prix de l'Imaginaire 1995
- Il pianeta azzurro (The Blue Planet, 2000), in Altre galassie - Il meglio della fantascienza, Urania 1450, Arnoldo Mondadori Editore, 2002
- Mikeys (Mikeys, 2004), in Robot 44, Delos Books 2004
- Questione di tempo (Biding Time, 2006), in Robot 62, Delos Books 2011

### Antologie
- Iterations, 2002

### Saggi
- Relativity, 2004 (racconti e saggi)

## Premi principali
- Premio Aurora 1991 per il miglior romanzo in inglese, per Apocalisse su Argo (Golden Fleece)
- Premio Homer 1991 per il miglior romanzo, per Far-Seer
- Premio Arthur Ellis 1993 per il miglior racconto, per Proprio come ai vecchi tempi (Just Like Old Times)
- Premio Homer 1993 per il miglior romanzo, per Fossil Hunter
- Grand Prix de l'Imaginaire 1995 per il miglior racconto straniero, per Vedi, ma non osservi (You See But You Do Not Observe)
- Premio Nebula per il miglior romanzo 1995, per Killer on-line (The Terminal Experiment)
- Premio Aurora 1995 per il miglior romanzo in inglese, per Killer on-line (The Terminal Experiment)
- Premio Seiun 1996 per il miglior romanzo straniero, per La fine di un'era (End of an Era)
- Premio Aurora 1996 per il miglior romanzo in inglese, per Starplex
- Premio dei lettori del Science Fiction Chronicle 1997 per il miglior racconto, per The Hand You're Dealt
- Premio Aurora 1999 per il miglior romanzo in inglese, per Avanti nel tempo (Flashforward)
- Premio Seiun 2000 per il miglior romanzo straniero, per Mutazione pericolosa (Frameshift)
- Premio Seiun 2002 per il miglior romanzo straniero, per Processo alieno (Illegal Alien)
- Premio Hugo per il miglior romanzo 2003, per La genesi della specie (Hominids)
- Premio Aurora 2005 per il miglior romanzo in inglese, per Relativity